# اچ‌دی ۱۷۹۷۹۱
اچ‌دی ۱۷۹۷۹۱ یک ستاره است که در صورت فلکی عقاب قرار دارد.